# Nyírbogát
Nyírbogát är en ort i Ungern.   Den ligger i provinsen Szabolcs-Szatmár-Bereg, i den nordöstra delen av landet, 230 km öster om huvudstaden Budapest. Nyírbogát ligger 154 meter över havet och antalet invånare är 3 336.
Terrängen runt Nyírbogát är mycket platt. Runt Nyírbogát är det ganska glesbefolkat, med 48 invånare per kvadratkilometer. Närmaste större samhälle är Nyírbátor, 6,0 km nordost om Nyírbogát. Omgivningarna runt Nyírbogát är en mosaik av jordbruksmark och naturlig växtlighet.